# Lista de singles número um na Austrália em 2011
Este anexo lista os singles número um na ARIA Singles Chart em 2011. A tabela musical classifica o desempenho de singles na Austrália. Os dados são recolhidos e publicados pela Australian Recording Industry Association (ARIA), baseados nas vendas semanais físicas e digitais.

## Histórico
| Data            | Canção              | Artista(s)                         | Referência(s) |
| --------------- | ------------------- | ---------------------------------- | ------------- |
| 3 de Janeiro    | "Grenade"           | Bruno Mars                         | [ 2 ]         |
| 10 de Janeiro   | "Who's That Girl"   | Guy Sebastian com Eve              | [ 3 ]         |
| 17 de Janeiro   | "Dirty Talk"        | Wynter Gordon                      | [ 4 ]         |
| 24 de Janeiro   | "Dirty Talk"        | Wynter Gordon                      | [ 4 ]         |
| 31 de Janeiro   | "Dirty Talk"        | Wynter Gordon                      | [ 4 ]         |
| 7 de Fevereiro  | "S&M"               | Rihanna                            | [ 5 ]         |
| 14 de Fevereiro | "S&M"               | Rihanna                            | [ 5 ]         |
| 21 de Fevereiro | "Born This Way"     | Lady Gaga                          | [ 6 ]         |
| 28 de Fevereiro | "S&M"               | Rihanna                            | [ 5 ]         |
| 7 de Março      | "S&M"               | Rihanna                            | [ 5 ]         |
| 14 de Março     | "S&M"               | Rihanna                            | [ 5 ]         |
| 21 de Março     | "On the Floor"      | Jennifer Lopez com Pitbull         | [ 7 ]         |
| 28 de Março     | "On the Floor"      | Jennifer Lopez com Pitbull         | [ 7 ]         |
| 4 de Abril      | "On the Floor"      | Jennifer Lopez com Pitbull         | [ 7 ]         |
| 11 de Abril     | "Sweat"             | Snoop Dogg & David Guetta          | [ 8 ]         |
| 18 de Abril     | "Party Rock Anthem" | LMFAO com Lauren Bennet & GoonRock | [ 9 ]         |
| 25 de Abril     | "Party Rock Anthem" | LMFAO com Lauren Bennet & GoonRock | [ 9 ]         |
| 2 de Maio       | "Party Rock Anthem" | LMFAO com Lauren Bennet & GoonRock | [ 9 ]         |
| 9 de Maio       | "Party Rock Anthem" | LMFAO com Lauren Bennet & GoonRock | [ 9 ]         |
| 16 de Maio      | "Party Rock Anthem" | LMFAO com Lauren Bennet & GoonRock | [ 9 ]         |
| 23 de Maio      | "Party Rock Anthem" | LMFAO com Lauren Bennet & GoonRock | [ 9 ]         |
| 30 de Maio      | "Party Rock Anthem" | LMFAO com Lauren Bennet & GoonRock | [ 9 ]         |
| 6 de Junho      | "Party Rock Anthem" | LMFAO com Lauren Bennet & GoonRock | [ 9 ]         |